# Reserva natural de Drevlians
La reserva natural de Drevlians (en ucraniano: Древлянський природний заповідник) es una reserva natural estricta (un «Zapovédnik») de Ucrania que se extiende a lo largo del río Uzh en la región de Polesia en el centro-norte de Ucrania. Creado para proteger los bosques y humedales representativos de la región, el área experimentó la contaminación provocada por el desastre de Chernóbil. La reserva está situada a 80 kilómetros al oeste de Chernóbil, en el distrito administrativo (raión) de Narodichi en el Óblast de Zhitómir

## Topografía

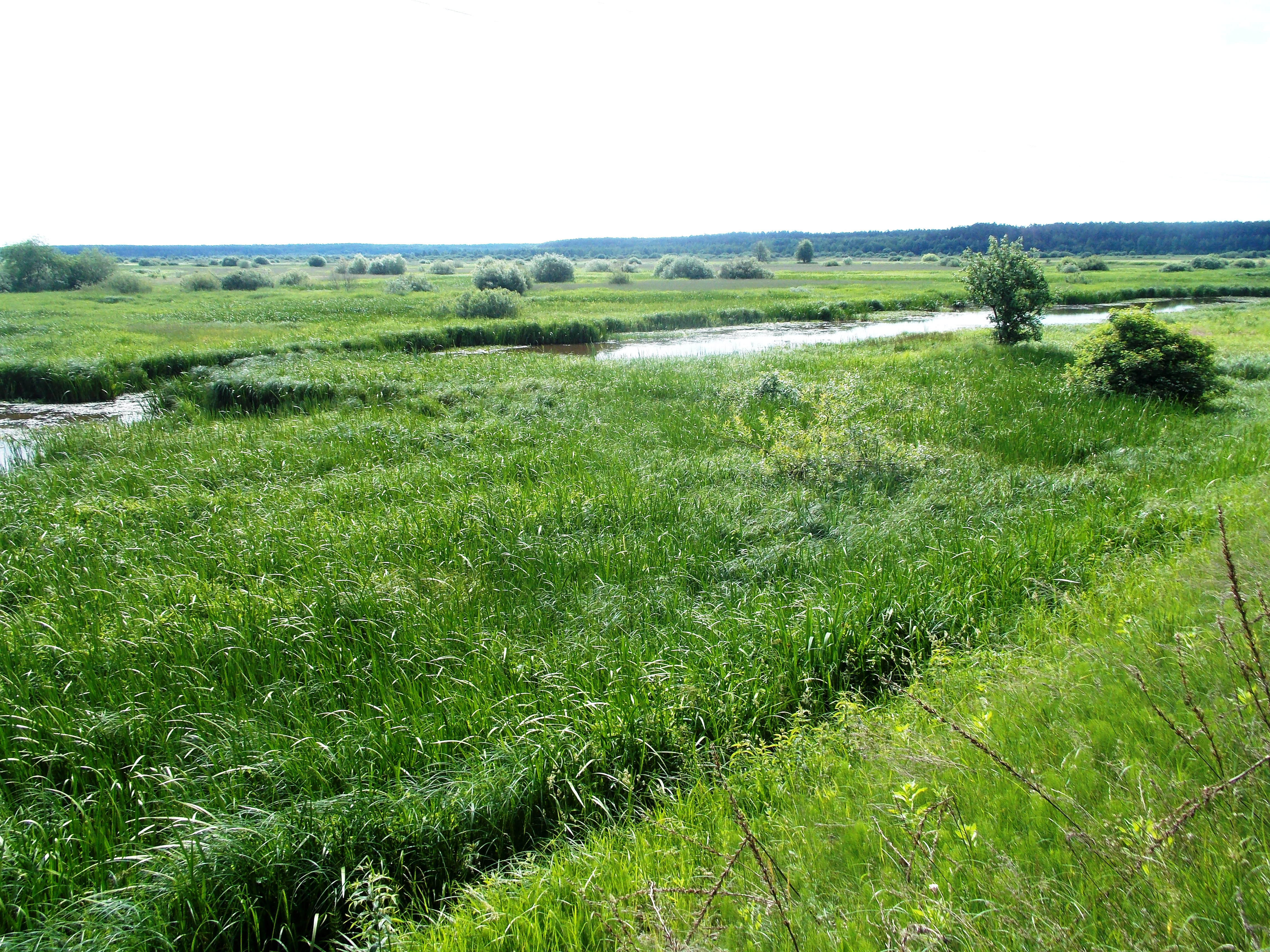
Pantano de llanura aluvial en la reserva Drevlians

La zona de Polesia es una región pantanosa a lo largo del río Prípiat en la frontera entre Bielorrusia y Ucrania. El curso medio del río Uzh corre a lo largo de la frontera norte de la reserva, mientras fluye hacia el noreste para encontrarse con el Prípiat. Los afluentes más pequeños corren hacia el norte a través de la reserva hacia el Uzh. El terreno es plano. El sitio es aproximadamente rectangular, mide alrededor de 15 kilómetros por 25 kilómetros.

## Clima y ecoregión
El clima en la zona donde se ubica la reserva es Clima continental húmedo, con veranos cálido (clasificación climática de Köppen (Dfb)). Este clima se caracteriza por grandes diferencias estacionales de temperatura y un verano cálido (al menos cuatro meses con un promedio de más de 10 °C (50,0 °F), pero ningún mes con un promedio de más de 22 °C (71,6 °F).
La reserva está ubicada en la ecorregión de bosque mixto de Europa Central, un bosque templado de frondosas que cubre gran parte del noreste de Europa, desde Alemania hasta Rusia.

## Flora y fauna
Más de la mitad de la reserva está cubierta por bosques, con predominio de pinos, robles, alisos, abedules, fresnos, álamos y carpes. Se han registrado más de 800 especies de plantas vasculares en la reserva, lo que representa el 56 % de las especies que están presentes en la Polesia ucraniana.
En la reserva se han registrado más de 500 especies de fauna. La reserva natural de Drevlians es hogar de numerosas especies de mamíferos entre las que caben destacarː linces, lobos y alces.

## Uso público
Como reserva natural estricta, el objetivo principal de la reserva es la protección de la naturaleza y el estudio científico. Por lo tanto el acceso público está limitado: la recreación masiva y la construcción de instalaciones están prohibidas, al igual que la caza y la pesca. El personal de la reserva realiza excursiones ecológicas y sesiones educativas para escolares locales, y el departamento científico recibe a investigadores visitantes.